# 安东尼娜
安东尼娜是巴西巴拉那州的一个市镇。总面积882.316平方公里，总人口17891人，人口密度20.3人/平方公里。